# Lassaad Hanini
Lassaad Hanini, né le 1er mai 1971, est un footballeur tunisien jouant au poste de défenseur.
Il évolue avec différents clubs tunisiens comme le Club africain.
Il dispute également la Coupe d'Afrique des nations de football 1996 avec la sélection nationale.

## Palmarès
- Vainqueur de la coupe arabe des vainqueurs de coupe de football : 1995
- Vainqueur du championnat de Tunisie de football : 1996
- Finaliste de la Coupe d'Afrique des nations : 1996